# Balbigny
Balbigny település Franciaországban, Loire megyében. Lakosainak száma 2848 fő (2022. január 1.). Balbigny Saint-Marcel-de-Félines, Épercieux-Saint-Paul, Néronde, Nervieux, Pouilly-lès-Feurs és Saint-Georges-de-Baroille községekkel határos.

## Népesség
A település népességének változása:
| Lakosok száma | 2023 | 2469 | 2415 | 2546 | 2929 | 2989 | 2965 | 2840 | 2837 | 2848 |
|               | 1968 | 1982 | 1990 | 2006 | 2013 | 2015 | 2017 | 2019 | 2020 | 2022 |